# Tetjana Ostaščenko
Tetjana Mykolaïvna Ostaščenko (in ucraino Тетяна Миколаївна Остащенко?; Leopoli, agosto 1974) è un medico e generale ucraina, ex comandante delle forze mediche delle Forze armate ucraine dal 30 luglio 2021 al 19 novembre 2023. È la prima donna nella storia dell'Ucraina a comandare un reparto militare, nonché la prima donna a ricoprire il grado di maggior generale.

## Biografia
Tetiana Ostaščenko è nata a Leopoli, nell'Ucraina occidentale, figlia di un militare.
Nel 1996 si è laureata con lode presso la Facoltà di Farmacia dell'Università di Medicina "Danylo Halytskyi" di Leopoli e due anni più tardi, nel 1998, si è laureata presso l'Accademia medica militare ucraina (UVMA).
Nel 2020, presso l’Università di Cranfield (Regno Unito) ha completato i corsi di riforma del settore della difesa e della sicurezza e di guida strategica gestionale.

## Carriera

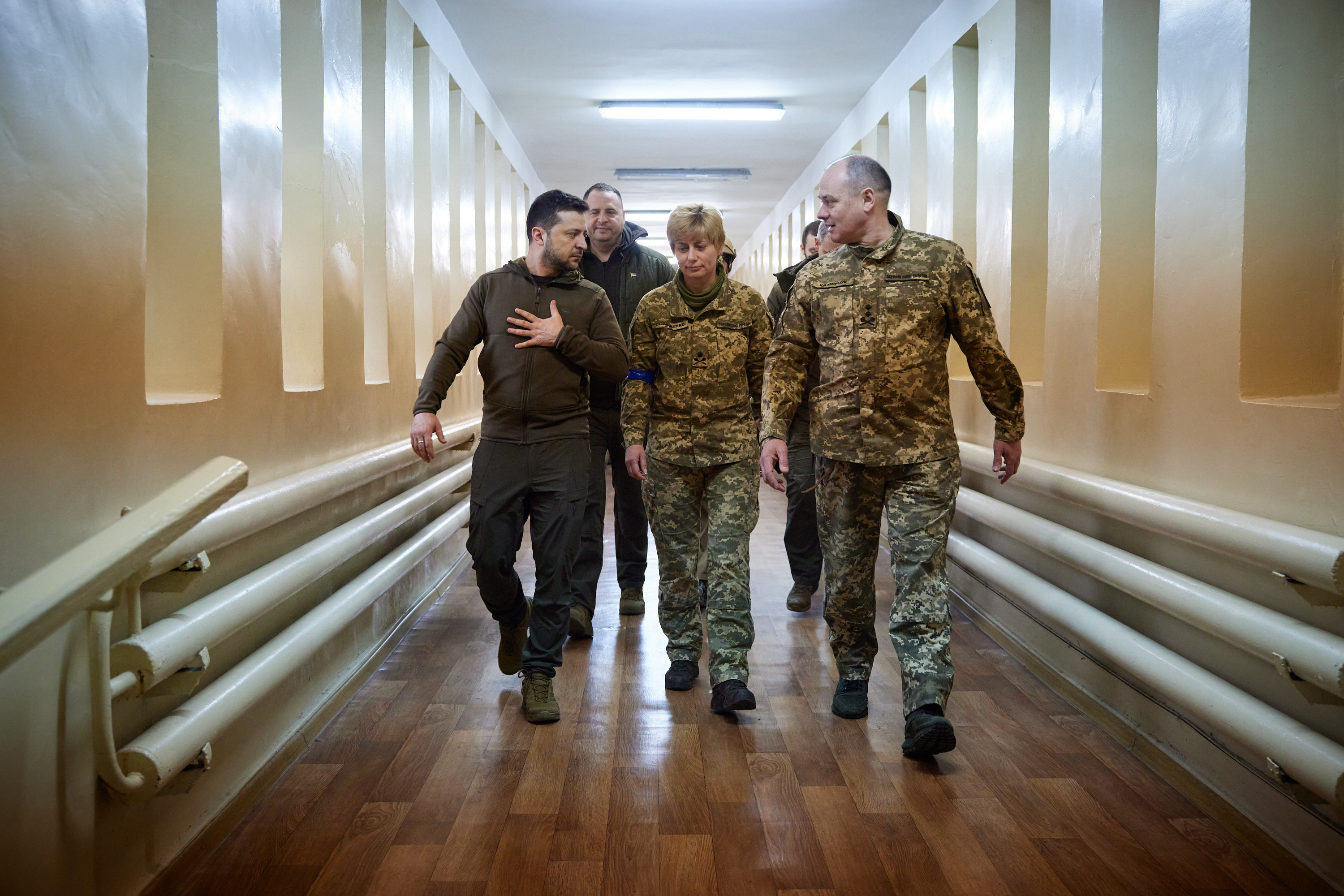
Tetiana Ostaščenko, insieme al presidente ucraino Volodymyr Zelens'kyj e altri funzionari e comandanti militari, sta visitando un ospedale militare per incontrare i soldati ucraini feriti nel corso dell'invasione russa del 2022

Dal 1998 ha prestato servizio militare, ricoprendo gli incarichi di:
- Capo di una farmacia di unità militare;
- Ufficiale del Dipartimento di sanità militare del Comando operativo "Ovest";
- Capo del Dipartimento per gli appalti sanitari del Comando medico militare centrale delle forze armate ucraine;
- Capo unità presso il Dipartimento di sanità militare del Ministero della difesa dell'Ucraina e la Direzione generale per la cooperazione militare e le operazioni di mantenimento della pace dello Stato maggiore delle forze armate ucraine;
- Capo del Dipartimento degli appalti medici del Dipartimento principale di medicina militare;
- Ispettore capo dell'Ispettorato principale del Ministero della difesa dell'Ucraina.

Con l'ordinanza del ministro della difesa Andrij Taran del 30 luglio ed in seguito con decreto n. 427/2021 del 24 agosto 2021 è stata nominata dal presidente dell'Ucraina Volodymyr Zelens'kyj Comandante delle Forze mediche all'interno delle Forze armate ucraine, diventando così la prima donna nella storia dell'Ucraina a comandare un reparto militare, nonché la prima donna a ricoprire il grado di brigadier generale. Il 19 novembre 2023 è stata destituita dall'incarico, venendo sostituita dal maggior generale Anatolij Kazmirčuk, capo del centro medico militare nazionale di Kiev.